# میشلاو این اوبرفرانکن
میشلاو این اوبرفرانکن (به آلمانی: Michelau in Oberfranken) یک شهر در آلمان است که در بایرن واقع شده‌است.

## خصوصیات
میشلاو این اوبرفرانکن ۱۹٫۳۶ کیلومترمربع مساحت دارد ۲۶۶ متر بالاتر از سطح دریا واقع شده‌است.